# Новоорловская улица (Москва)
Новоорло́вская у́лица — улица в районе Ново-Переделкино (Москва, Западный административный округ).

## Происхождение названия
Улица названа 31 марта 1988 года по находившейся здесь деревне Орлово (вошла в состав Москвы в 1984 году). Приставка «ново» дана для отличия от имеющего то же происхождение названия Староорловской улицы.

## Расположение
Улица находится между улицами Шолохова и Новопеределкинской, параллельно Боровскому шоссе. Справа от неё отходит Бархатный переулок. Нумерация ведётся от Новопеределкинской улицы.

## Объекты, организации
Жилые многоэтажные здания расположены на правой (чётной) стороне улицы. Здесь же находятся взрослая поликлиника № 197 (д. 4) и детская поликлиника № 132 (д. 2 корп. 1).
По левой стороне — производственные здания сети ресторанов «Вкусно — и точка», фирм «Мултон Партнерс» и «Русский стандарт». 28 сентября 2013 года перед зданием «Русского стандарта» открылся детский парк «Буратино», построенный на деньги холдинга.

## Транспорт

### Метро
Ближайшая от улицы станция метро «Новопеределкино» Солнцевской линии.

### Автобус
По улице следуют автобусы:
| 32:   | Мещерская • Говорово • Боровское шоссе • Новопеределкино • Рассказовка                     |
| с217: | Новоорловская улица • Новопеределкино • Переделкино • Лазенки                              |
| 343:  | Переделкино • Новопеределкино • Новопеределкино • Румянцево (←) • Тропарёво • Юго-Западная |
| 507:  | Рассказовка • Новопеределкино • Новопеределкино • Саларьево                                |

«→» — остановки проходятся только при движении в прямом направлении; «←» — остановки проходятся только при движении в обратном направлении.